# Léon Philippet

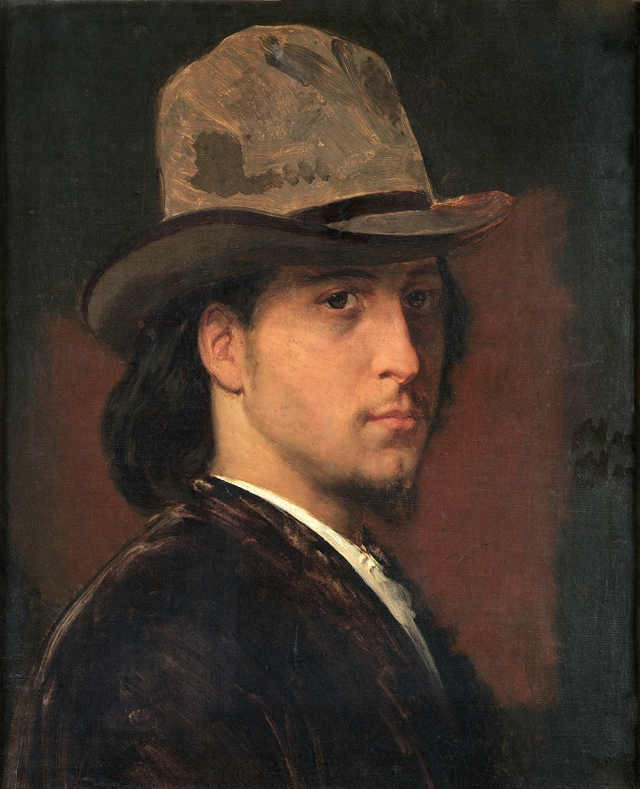
Léon Philippet, Autoritratto all'età di 18 anni

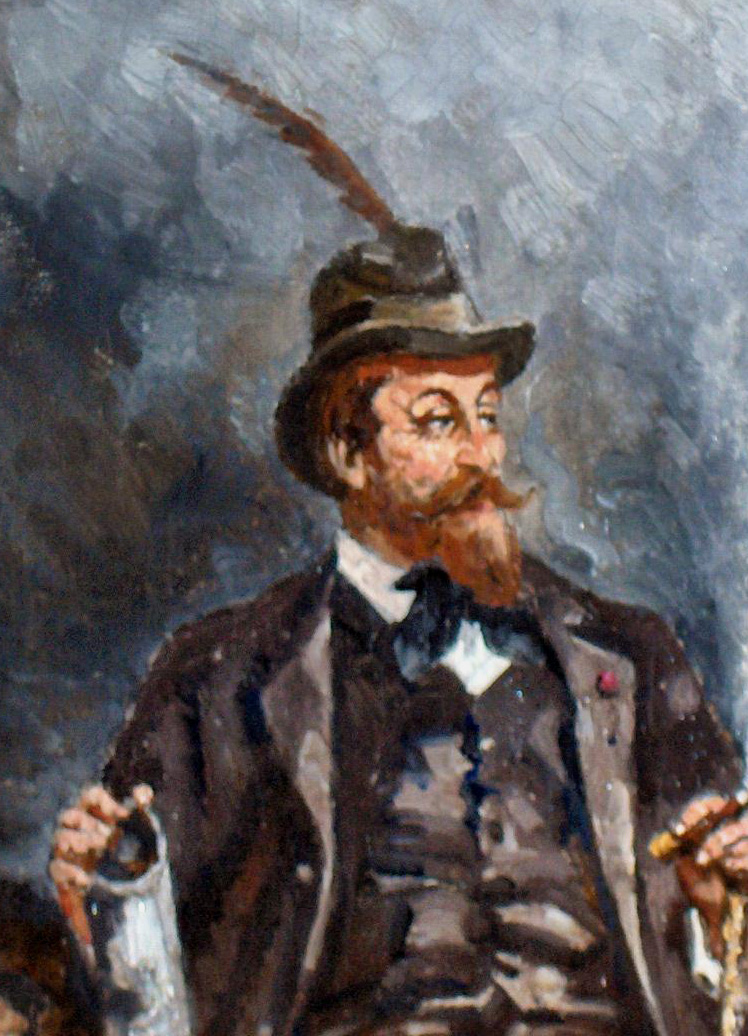
Léon Philippet, Ritratto di Alfred Verwee

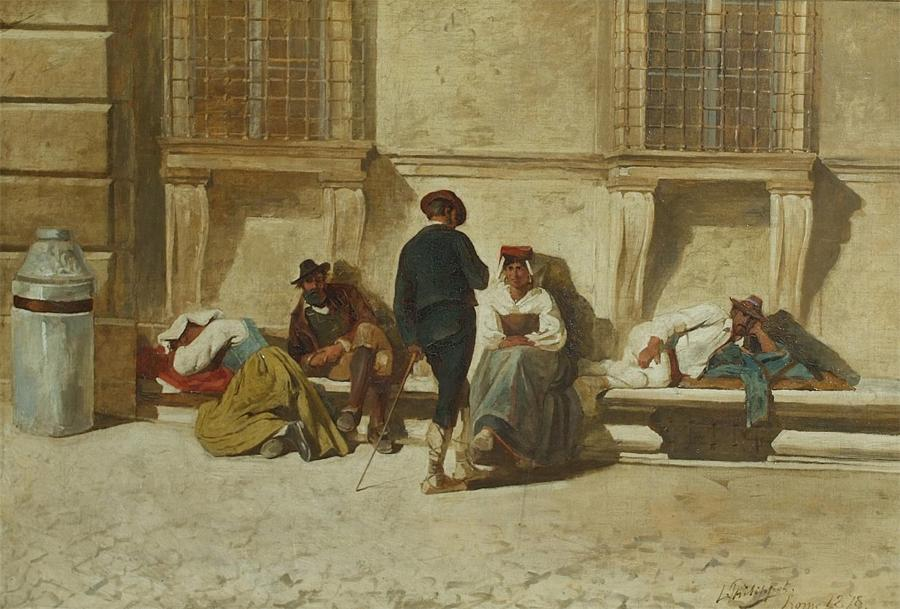
Léon Philippet, Scena di vita a Roma (1878)

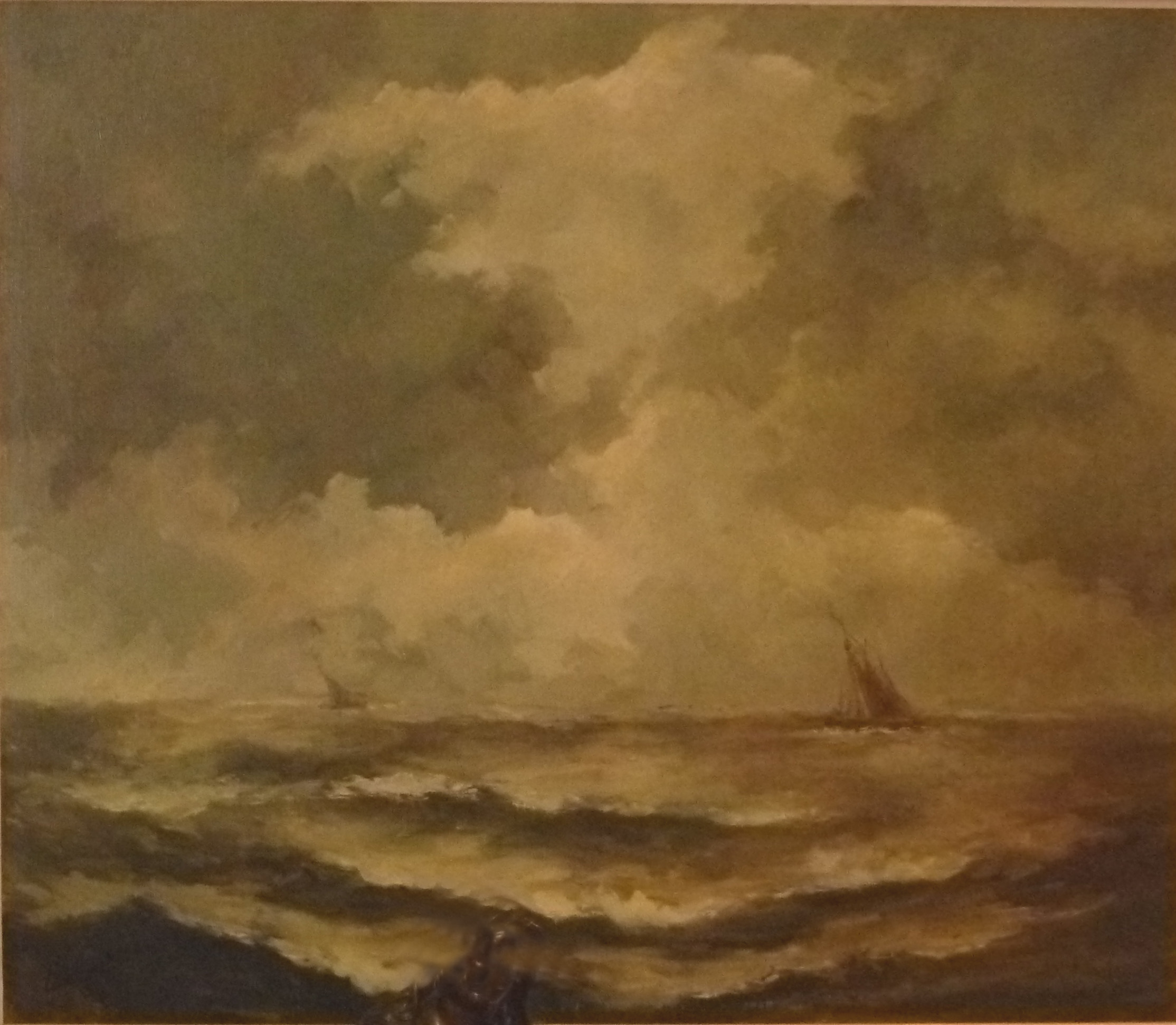
Léon Philippet, Marina

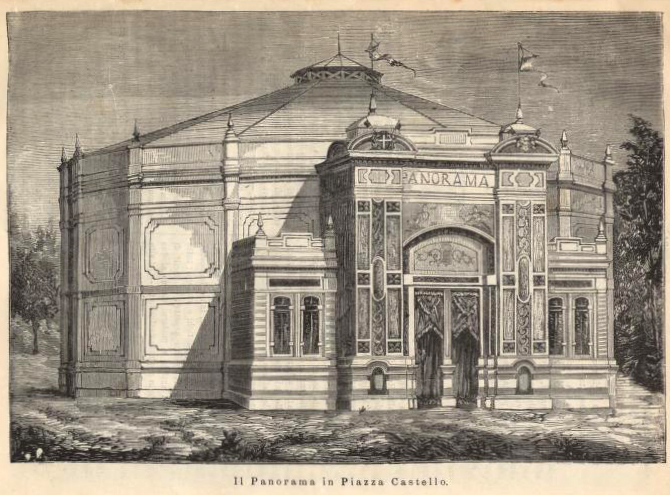
Milano, Panorama in piazza Castello, 1881

Léon Philippet (Liegi, 14 giugno 1843 – Bruxelles, novembre 1906) è stato un pittore, incisore e acquarellista belga.

## Biografia
Léon Philippet studiò all'Accademia di belle arti di Liegi, dal 1856 al 1867, prima ai corsi serali poi, dal 1862 al 1866, sotto la guida di Auguste Chauvin. Visse due anni a Parigi, dove fu allievo di William-Adolphe Bouguereau, quindi arrivò a Roma, come borsista del "Prix de Rome" della Fondazione Lambert-Darchis.
Phlippet si trattenne in Italia, soprattutto a Roma, fino al 1887. Qui conobbe Lina Gismondi che sposò nel 1876 e che ritrasse in un celebre dipinto. Fondò l'atelier Les Belges con l'idea di trasformarlo in una Accademia, sul tipo di quella francese a Roma. Frequentava le zone popolari della città e dipingeva le persone nel loro ambiente, inserendo talvolta dettagli comici, oppure crudi come nel dipinto L'assassinato (1877). È ricordato in particolare come pittore di scene di genere e di soggetti popolari di ambientazione romana e come autore di gustosi acquarelli con vedute di monumenti e scorci romani. Subì l'influenza naturalista di Carolus-Duran e da Manet assorbì il rigore e l'espressività nei ritratti.
Tornato in Belgio nel 1887, si dedicò ai ritratti - realizzati in piena luce, con scarse ombre sul viso - e ai paesaggi locali. Si distingueva per una sobria gamma di tonalità. Al Cercle des Beaux-Arts di Liegi espose dal 1887 al 1898.

### Pittore dipanorami
Il panorama, o ciclorama, era un intrattenimento popolare, consistente in una stanza circolare, con le pareti interne completamente coperte da una tela dipinta, che dal pavimento arrivava al soffitto e che girava a 360°, creando l'illusione di un paesaggio, o di un evento storico, ripreso nel momento in cui era realmente avvenuto. Lo spettacolo era arricchito con musiche, rumori improvvisi, colpi di luce, fumi che simulavano nubi o spari di cannoni.
Nel 1881 il panorama di Philippet, intitolato la Battaglia di Rezonville, fu esibito in Europa e poi anche in Nuova Zelanda, al "Crystal Palace".
Per l'Esposizione Nazionale di Milano 1881, Léon Philippet realizzò su tela un panorama - inaugurato il 24 giugno - con la scena: Roma il 3 giugno 1849 o La difesa di Roma da Garibaldi. La costruzione di legno effimera che conteneva il panorama era in piazza Castello, aveva la pianta a forma di un dodecagono ed era stata progettata dall'architetto Luigi Broggi. L'opera su tela di Léon Philippet ebbe un destino particolare: chiusa l'Esposizione milanese, fu smontata e rimontata a Torino, poi a Londra, a Bruxelles, a Vienna, infine a Buenos Aires. Durante la navigazione verso il Brasile, per un incidente il panorama cadde in mare e andò perduto.
Del panorama era stata ripresa la fotografia, composta da 12 scatti singoli, poi sviluppati, ingranditi e incollati tra loro. Persa la memoria del panorama, le foto furono ritrovate nel 1967 in un deposito del Museo centrale del Risorgimento e furono ritenute un autentico reportage fotografico della difesa di Roma: un montaggio di foto dunque, eseguite direttamente durante la battaglia del Gianicolo, nel 1849. La tecnica dell'epoca, la calotipia, per i tempi lunghi di esposizione non consentiva di riprendere persone e cose in movimento: si pensò quindi che uomini e cavalli fossero stati dipinti in un secondo tempo, sulla lastra. Nel 1999, lo storico Alessandro Cartocci svelò il mistero. Sono stati ritrovati anche i bozzetti di Philippet - 12 tele che compongono l'intera immagine - che sono esposti al Museo della repubblica romana, a Porta San Pancrazio. Ricostruita dunque la storia del panorama, l'opera è stata restituita al suo autore.

### Opere scelte
- La canzonetta, 1870, Museo dell'arte vallone, Liegi.[6]
- Michelina Gismondi, olio su tela, 81x61 cm, firmato e datato 1876, Museo dell'arte vallone, Liegi
- L'assassinato, 1877, Museo reale delle belle arti del Belgio, Bruxelles.
- La signora in nero, 1877.
- Scena di cabaret, 1882.
- La corsa dei Barberi, 1885, Museo dell'arte vallone, Liegi.
- La festa della mamma,  Museo dell'arte vallone, Liegi.
- La rivoluzione belga, Museo dell'arte vallone, Liegi.
- Il vincitore, 1895, Collezioni communali di Knokke-Heist.